# Monika Kowal-Linka
Monika Kowal-Linka (ur. 23 grudnia 1974, zm. 17 lipca 2024) – polska geolog, doktor habilitowany nauk ścisłych i przyrodniczych.

## Życiorys
Studiowała na Uniwersytecie im. Adama Mickiewicza w Poznaniu, w 2005 r. doktoryzowała się na podstawie pracy zatytułowanej Litostratygrafia, sedymentacja i diageneza formacji gogolińskiej (trias środkowy Opolszczyzny), której promotorem był prof. Jerzy Głazek, w 2019 r. otrzymała habilitację.
Pracowała na stanowisku profesora uczelni w Instytucie Geologii na Wydziale Nauk Geograficznych i Geologicznych Uniwersytetu im. Adama Mickiewicza w Poznaniu.
Należała do Rady Dyscypliny Naukowej – Nauk o Ziemi i Środowisku UAM.